# Stazione di Romagnano Sesia
La stazione di Romagnano Sesia è una stazione ferroviaria dell'omonimo comune al servizio delle ferrovie Novara-Varallo, utilizzata soltanto da treni turistici e merci, e Santhià-Arona, chiusa al traffico dal 2012.

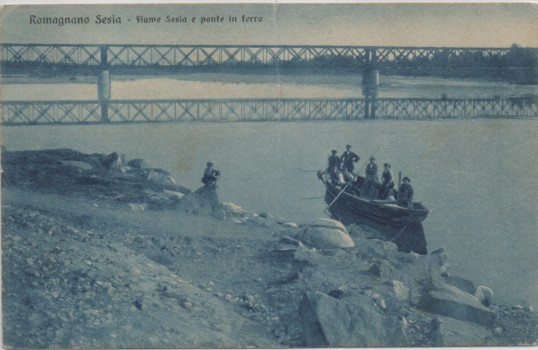
L'originario ponte ferroviario sul fiume Sesia a Romagnano Sesia, in una cartolina viaggiata degli anni 1920

## Storia

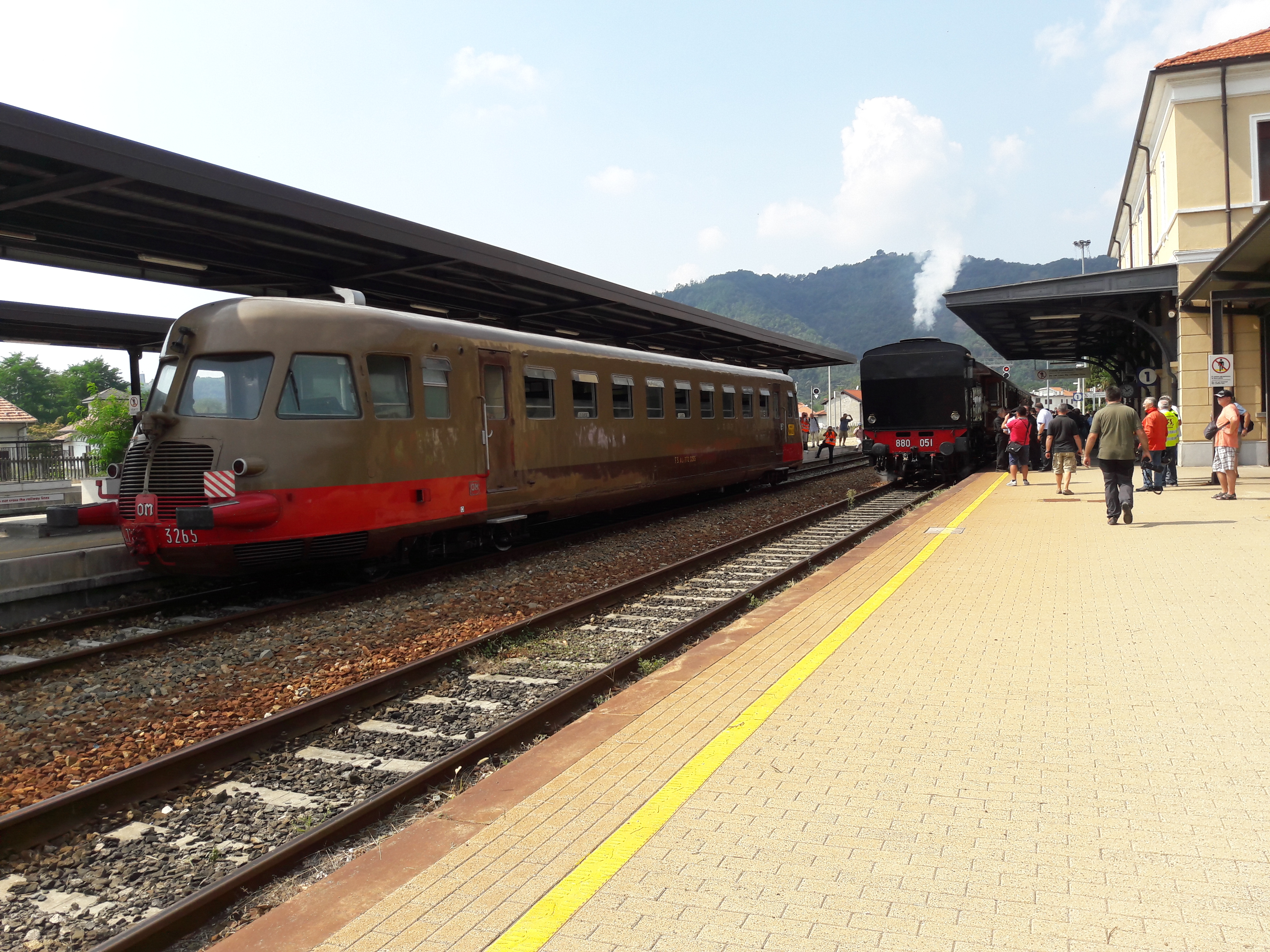
Incrocio dei treni storici, durante la festa del 130º anniversario della Novara-Varallo

La stazione entrò in funzione il 22 febbraio 1883 in occasione dell'apertura della tratta ferroviaria fra Romagnano Sesia e Vignale.
Tra il 1905 e il 1906, la linea originariamente gestita dalla Società per le Strade Ferrate del Mediterraneo venne incorporata nella rete delle Ferrovie dello Stato che ne assunse la gestione e l'esercizio.
La costruzione della ferrovia Santhià-Arona, attivata fra il 1905 e il 1906, rese necessario alzare il piano del ferro in virtù del fatto che la nuova linea correva in rilevato per contenere le pendenze (sotto il 9x1000) e così venne costruito un nuovo fabbricato viaggiatori dello stesso stile architettonico degli altri fabbricati presenti sulla ferrovia stessa (sprovvisto però del caratteristico lucernario posto sulla sommità del tetto). Il nuovo impianto, sostituì il precedente originario,le cui vestigia sono tuttora visibili a quota inferiore.
Superate le due guerre mondiali rimanendo pressoché indenne, nel periodo 1985-1986 la stazione fu interessata da lavori di ammodernamento tecnologico che investirono prima la Santhià-Arona, e nel 1991-1992 la Novara-Varallo. In ultima occasione il piazzale binari fu interessato da un riordino generale, ultimato alla fine degli anni novanta con l'installazione dell'Apparato Centrale Elettrico a Itinerari, che sostituì l'azionamento manuale dei segnali, degli scambi e dei passaggi a livello. Nella stessa occasione vennero ricostruiti i marciapiedi all'altezza di 55 cm sul piano del ferro e realizzato il sottopassaggio pedonale che funge anche da accesso secondario per accedere dalla parte opposta alla ferrovia. Quest'ultima realizzazione purtroppo comportò la soppressione delle originarie colonne idriche per il rifornimento delle locomotive a vapore, del giardinetto e del fabbricato dei gabinetti.
Dal 2000 la gestione delle due linee, e con esse quella della stazione di Romagnano Sesia, passò in carico a Rete Ferroviaria Italiana la quale ai fini commerciali classifica l'impianto nella categoria "Bronze".
La sospensione della ferrovia Santhià-Arona, avvenuta dal 17 giugno 2012, comportò l'utilizzo dei soli primi due binari, mettendo in discussione tutti i lavori di ammodernamento realizzati. Il 15 settembre 2014 fu sospeso il servizio passeggeri anche sulla linea Novara-Varallo limitando il traffico di Romagnano Sesia al solo servizio merci per la cartiera Kimberly-Clark e al traffico turistico inaugurato dal 24 maggio dell'anno seguente, in occasione di Expo 2015, riproposto in seguito su base periodica a cura della Fondazione FS.

## Strutture e impianti

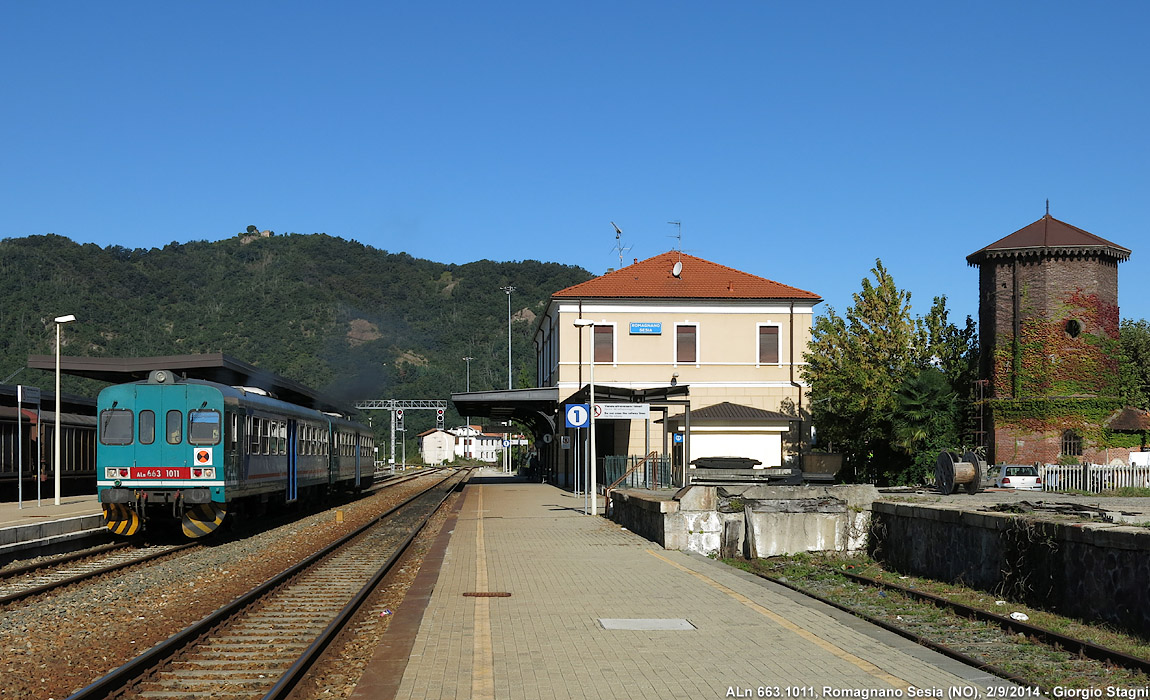
Stazione lato binari

La stazione è dotata di sei binari passanti, di cui cinque provvisti di marciapiedi per i viaggiatori e uno di servizio per le manovre dei locomotori. I marciapiedi sono provvisti di pensiline e collegati da un sottopassaggio pedonale. Sono presenti in stazione pannelli informativi audio e video per le partenze dei treni.
Il traffico passeggeri della Novara-Varallo è svolto sui primi due binari; di cui il primo usato per la maggior parte del traffico e il secondo per gli incroci. Il traffico per la Santhià-Arona era svolto sui binari 3 e 4; di cui il terzo usato per la maggior parte delle fermate e transiti, poiché di corretto tracciato, mentre il quarto per gli incroci. Il binario 5 è usato in prevalenza dai treni merci in arrivo da Novara, che hanno termine e rottura di carico a Romagnano Sesia, in attesa di entrare nello scalo della Kimberly-Clark.

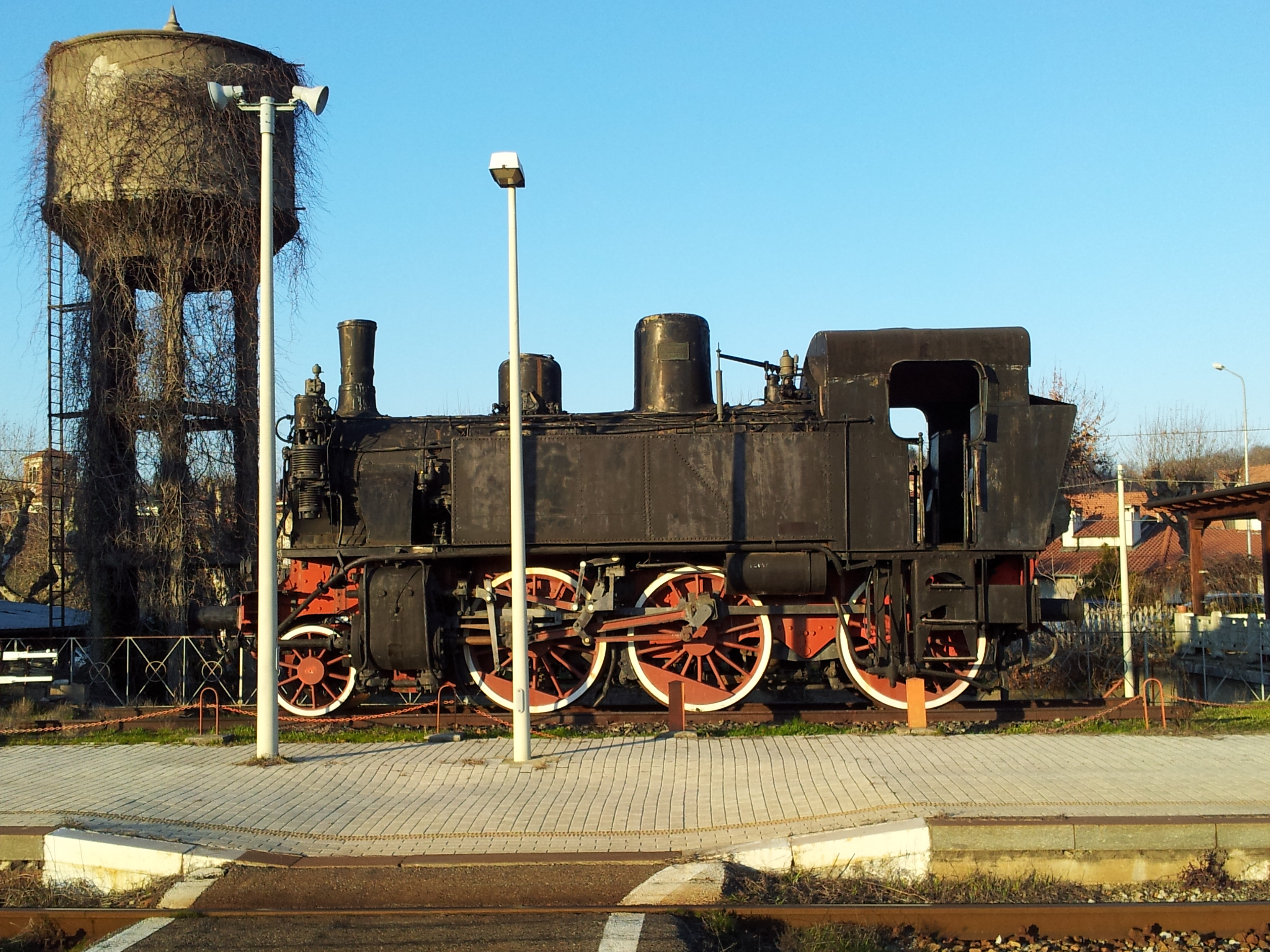
Locomotiva 880 monumentata

Sul primo marciapiede, lato Varallo è posta a monumento la locomotiva FS 880 004, che fece servizio sulla ferrovia della Valsesia fino alla fine degli anni settanta, e a quota inferiore, il fabbricato viaggiatori originale del 1883 usato per la gestione dell'area Servizio Lavori; lo Scalo Merci, è dotato di tre binari tronchi, e ad oggi gli stessi sono utilizzati per il ricovero dei mezzi per l'ispezione delle linee.
Il fabbricato viaggiatori ( di inizio Novecento) è sviluppato su due piani. Al piano terra, sono ubicati gli Uffici di servizio di RFI costituiti dal Dirigente Movimento che regola il traffico della stazione mediante apparato ACEI. La sala d'attesa e la  biglietteria a sportello risultano chiusi per effetto della sospensione al traffico commerciale delle due linee ferroviarie.
Degno di nota è il fabbricato del Caffè Ristoratore costruito interamente in legno sullo stile degli chalet di alta montagna; una struttura risalente all'inizio del 1900, anno di costruzione della nuova stazione e in buono stato di conservazione. Una caratteristica torre dell'acqua in mattoni a pianta ottagonale e cornicione lambrecchinato è ubicato in direzione dello scalo merci, ed oggi inattivo.
Una vestigia visibile ancora dell'impianto originario, è la rimessa locomotive, posta poco distante dal magazzino merci in direzione di Novara/Arona.

## Movimento
La stazione era servita, fino al 15 settembre 2014, dai treni regionali svolti da Trenitalia nell'ambito del contratto di servizio stipulato con la Regione Piemonte.
Un discreto traffico di carri merci era inoltre incrementato dalla presenza in loco di una Cartiera e da svariate attività manifatturiere della zona.
Dal 2015, l'impianto è servito su calendario da treni storici della Fondazione FS.
Ogni anno, durante il mese di luglio, la stazione risulta inoltre servita dai treni-navetta in occasione dell'Alpàa.
Nella stazione giungono due volte alla settimana i treni merci della cartiera Kimberly-Clark, dal porto di Monfalcone tramite lo scalo merci di Novara Boschetto, operati da Trenitalia.

## Servizi
La stazione, che RFI classifica nella categoria "Bronze" è dotata di pannelli informativi audio e video per le partenze dei treni ed un impianto di videosorveglianza. Essa dispone di:
- Biglietteria automatica
- Sala d'attesa
- Bar
- Ristorante
- Servizi igienici

### Ulteriori approfondimenti
- Aldo Riccardi, Le stazioni di Romagnano Sesia, in I Treni, n. 455, Salò, Editrice Trasporti su Rotaie, febbraio 2022,  pp. 26-29, ISSN 0392-4602 (WC · ACNP).